# Андреј Рациу
Андреј Флорин Рациу (рум. Andrei Florin Rațiu Ајуд, 20. јун 1998) је румунски професионални фудбалер који игра на позицији десног бека у шпанском лигашу Рајо Ваљекано и репрезентацију Румуније.

## Играчка каријера

### Клубови
Рођен у Ајуду, округ Алба, Рациу се преселио у Арагон, Шпанија када је имао шест година и придружио се омладинској постави Виљареала из Андоре ЦФ. Дебитовао је за први тим 20. августа 2016. године, улазећи као замена у другом полувремену у утакмици која је завршена нерешеним резултатом од 2–2 у гостујућој утакмици Терцера Дивизиона против Алзире. Рациу је забележио свој први гол у сениорској конкуренцији 14. септембра 2016. године, постигавши погодак у поразу свог тима од Елче Илићитана са 2–1.
После редовног наступања за Ц-тим, Рациу је имао деби за Б тим Виљареала 17. децембра 2017. године, ушавши у игру уместо Дарија Поведе у домаћој победи од 3–2 против Пење Депортиве у оквиру Друге дивизије Б. Он је дефинитивно промовисан у Б-тим у августу 2018. године, након чега је постао редован члан стартне једанаесторке. Дебитовао је за први тим 18. априла, у поразу од 2:0 против Валенсије у оквиру УЕФА Лиге Европе.
Дана 4. августа 2020, Рацију је позајмљен холандској Ередивисие АДО Ден Хаг за кампању. Вратио се у свој матични клуб следећег 29. јануара, после 12 наступа.
Уеска
Рацију је 4. августа 2021. потписао трогодишњи уговор са Уеском, екипом која је недавно испала из Прве у Другу дивизију. Свој први гол постигао је 21. маја 2022, постигавши други гол за свој тим у победи на домаћем терену над Реал Сосиједадом Б резултатом 3–2.
Рајо Ваљекано
Рациу је 26. августа 2023. пристао на петогодишњи уговор са Рајо Ваљеканом, тимом из Ла Лиге. Дебитовао је 1. новембра, у победи над Атлетико Лугонесом у Купу Краља у победи са резултатом 6–0 у којој је такође постигао гол. Четири дана касније, одиграо је пуних 90 минута у ремију без голова у гостима код Реал Мадрида.

### Репрезентација
Рацију је дебитовао за репрезентацију Румуније 2. септембра 2021. у победи над Исландом резултатом 2:0 у квалификацијама за Светско првенство 2022. Почео је утакмицу али замењен је у 68. минути. Рациу је 26. септембра 2022. постигао свој први гол у поразу од Босне и Херцеговине резултатом 4-1, која је у том тренутку већ освојила своју групу УЕФА Лиге нација.
Следеће године, Рацију је имао укупно пет наступа у квалификацијама за Европско првенство 2024, укључујући и старт у последњој победи над Швајцарском резултатом 1–0, пошто је Румунија освојила Групу И без пораза.
Ажурирано до утакмице одигране 4. јуна 2024
| Репрезентација | Година | Ута. | Голова |
| -------------- | ------ | ---- | ------ |
| Румунија       | 2021   | 5    | 0      |
| Румунија       | 2022   | 5    | 1      |
| Румунија       | 2023   | 5    | 0      |
| Румунија       | 2024   | 2    | 0      |
| Укупно         | Укупно | 17   | 1      |

Скор и резултати наводе први зброј голова Румуније, колона са скором показује резултат након сваког Андрејевог гола.
| Бр. | Датум               | Стадион                                   | Противник           | Скор | Резултат | Такмичење            |
| --- | ------------------- | ----------------------------------------- | ------------------- | ---- | -------- | -------------------- |
| 1   | 26. септембар 2022. | Стадион Рапид Ђулешти, Букурешт, Румунија | Босна и Херцеговина | 3–1  | 4–1      | Лига нација 2022–23. |